# Monochamus sartor
Monochamus sartor là một loài bọ cánh cứng trong họ Cerambycidae.

## Hình ảnh

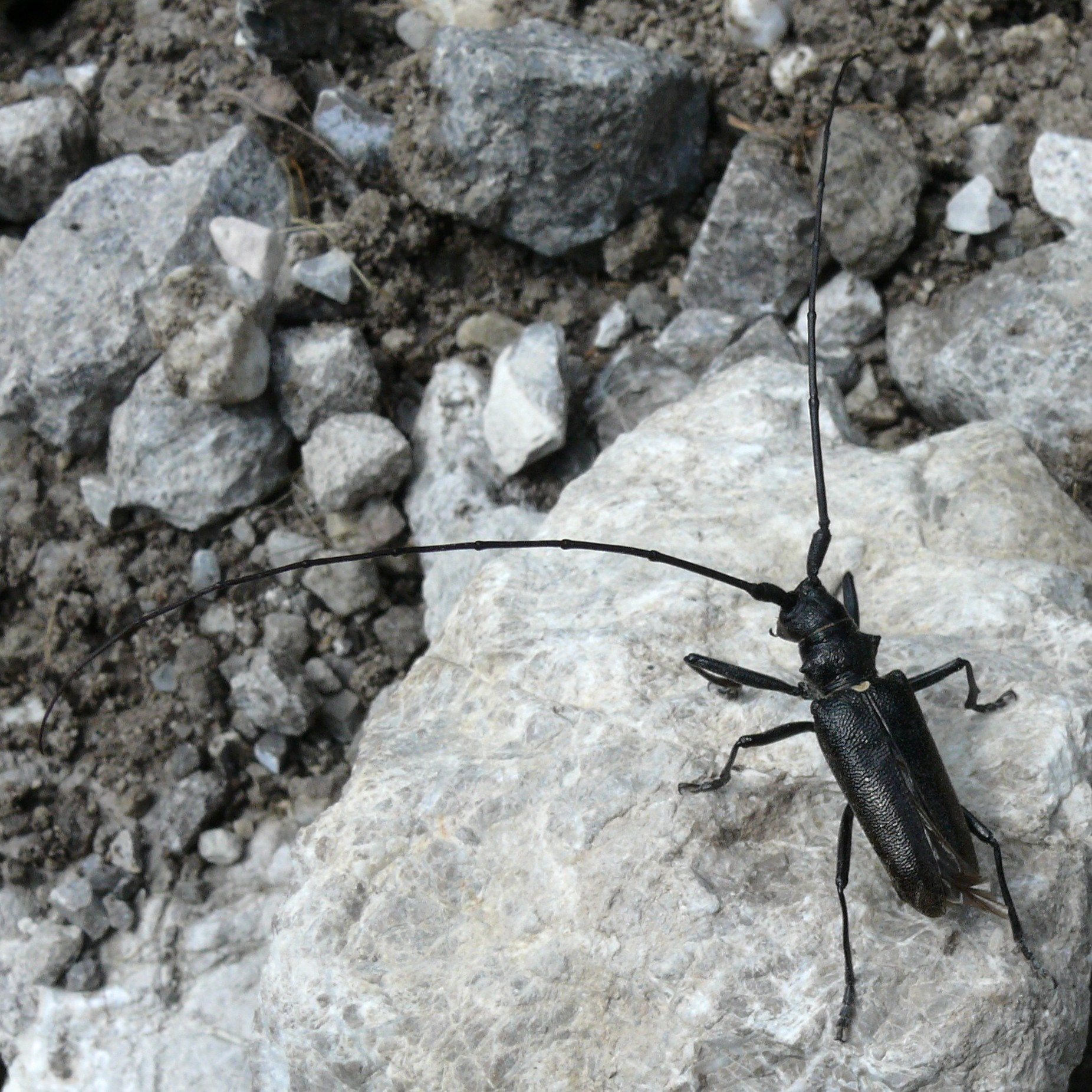
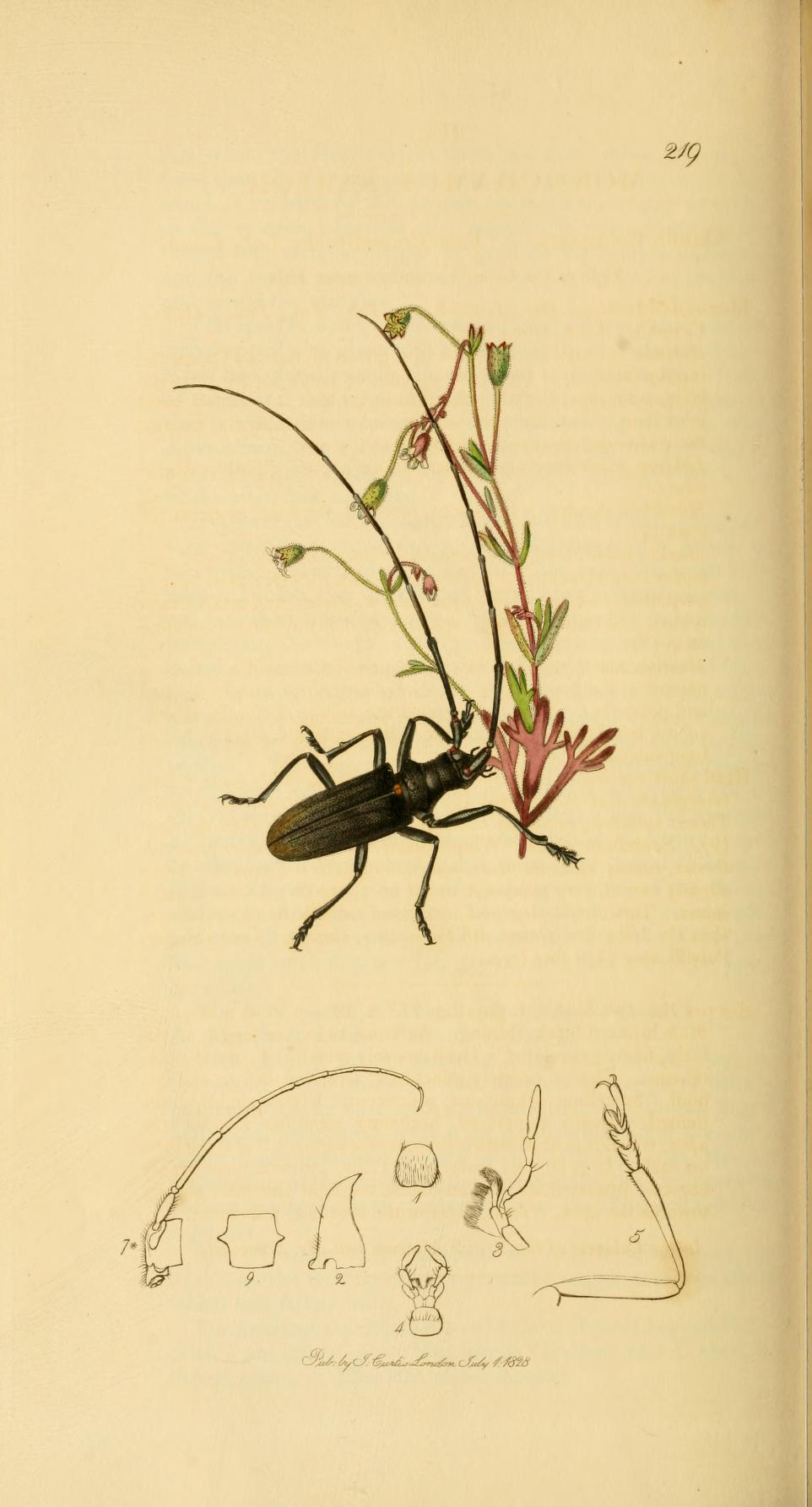
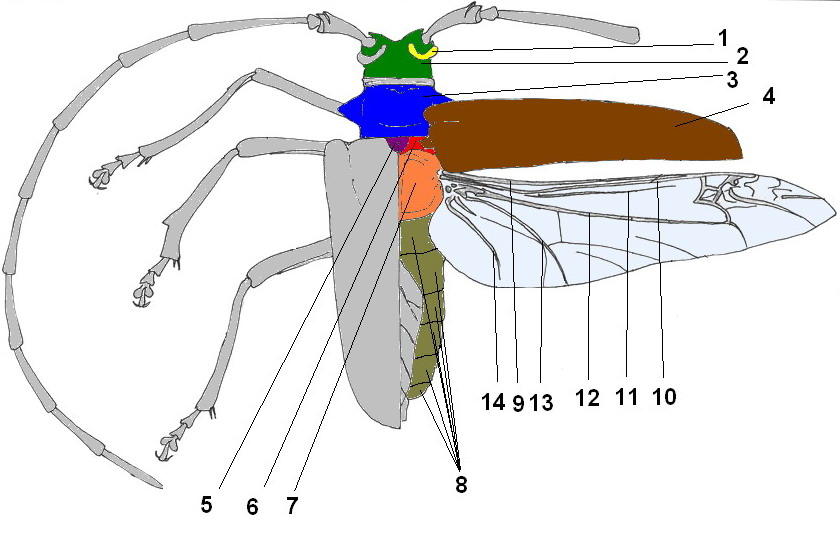
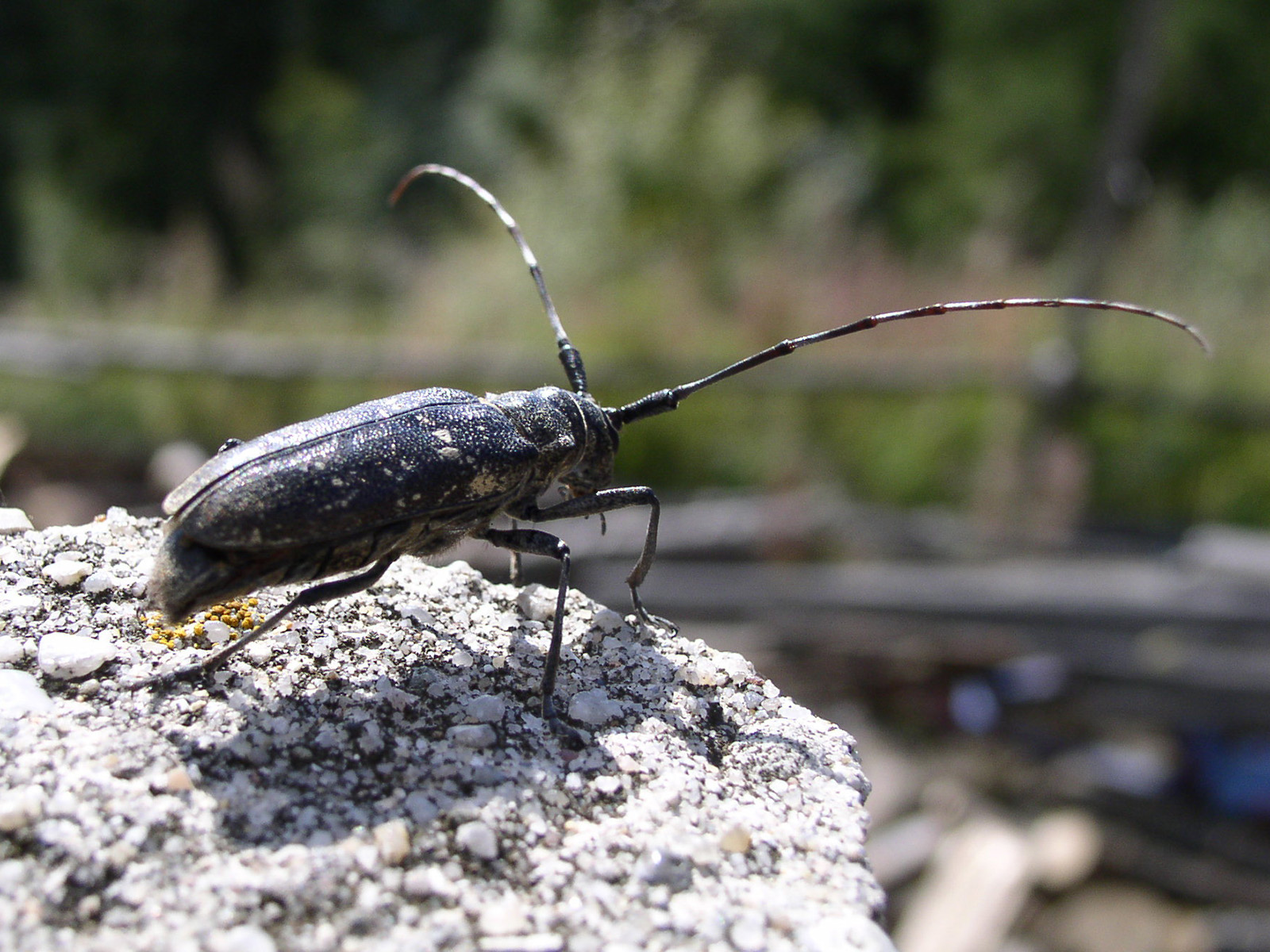